# Mike Dixon (cầu thủ bóng đá, sinh năm 1943)
Michael George Dixon (12 tháng 10 năm 1943 – 30 tháng 1 năm 1993) là một cầu thủ bóng đá người Anh thi đấu ở vị trí thủ môn.

## Sự nghiệp
Sinh ra ở Reading, Dixon thi đấu cho Reading, Aldershot và Salisbury City.